# 독흑리
독흑리(禿黑狸)는 한국 전설에 전하는 괴물 중 하나다.
살쾡이 또는 여우의 일종인데, 온 몸이 새까맣고 머리에 털이 없다.  3,000세 이상 장수하면서 사람보다 지혜로워 앞일을 내다볼 줄 안다. 삶에 대한 깨달음을 간절히 원하며, 깨달음을 얻으면 기력을 다해서 죽어버린다. 『해동고승전』과 『삼국유사』에 전하는데, 원광법사에게 찾아와 불교에 대한 가르침을 청했다고 한다.:137